# Матіас Еспіноса
Матіас Еспіноса (ісп. Mathías Espinoza; нар. 19 вересня 1997, Асунсьйон) — парагвайський футболіст, захисник клубу «Лібертад» та національну збірну Парагваю. Виступав також за клуби «Хенераль Діас» і «Хенераль Кабальєро». П'ятиразовий чемпіон Парагваю.

## Клубна кар'єра
Матіас Еспіноса народився 1997 року в Асунсьйоні, та є вихованцем футбольної школи клубу «Лібертад». Дорослу футбольну кар'єру розпочав 2015 року в основній команді того ж клубу, проте до основного складу команди не пробився, і в 2016 році керівництво «Лібертада» віддало футболіста в оренду клубу «Хенераль Кабальєро». У 2017—2018 роках Еспіноса грав у оренді в клубі «Хенераль Діас». У 2018 році футболіст повернувся до складу «Лібертада», і з цього часу став гравцем основного складу клубу, зіграв у його складі 174 матчі в національному чемпіонаті, та став у його складі п'ятиразовим чемпіоном Парагваю.

## Виступи за збірні
2020 року Матіас Еспіноса залучався до складу молодіжної збірної Парагваю. На молодіжному рівні зіграв у 2 офіційних матчах.
У 2019 році Еспіноса дебютував в офіційних матчах у складі національної збірної Парагваю. У складі збірної був учасником розіграшу Кубка Америки 2024 року у США. Станом на жовтень 2024 року зіграв у складі збірної 8 матчів, у яких забитими м'ячами не відзначився.

## Титули і досягнення
- Чемпіон Парагваю (5): Апертура 2021, Апертура 2022, Апертура 2023, Клаусура 2023, Апертура 2024
- Володар Кубка Парагваю (3): 2019, 2023, 2024
- Володар Суперкубка Парагваю (1): 2024